# Erishum I
Erishum I, rey (ishshiaku, regente) de Assur del período paleoasirio (1890 a. C. - 1851 a. C.).
Hijo y sucesor de Ilushuma. Las inscripciones mencionan trabajos de construcción en el templo de Assur durante su reinado. En su época se abolieron una serie de tasas y monopolios antiguos, favoreciendo de esta manera el enriquecimiento de las arcas del estado. Estableció el comercio con Capadocia, que posteriormente haría florecer el reino.
Le sucedió su hijo Ikunum.
| Predecesor: Ilushuma | Rey de Asiria 1890-1851 a. C. | Sucesor: Ikunum |